# Opowieść podręcznej (serial telewizyjny)
Opowieść podręcznej – amerykański serial telewizyjny (dramat, dystopia utrzymana w konwencji socjologicznej fantastyki naukowej) wyprodukowany przez MGM Television, White Oak Pictures, The Littlefield Company oraz Daniel Wilson Production, Inc., który jest luźną adaptacją powieści o tym samym tytule autorstwa Margaret Atwood. Serial jest emitowany od 26 kwietnia 2017 roku za pośrednictwem platformy internetowej Hulu.
Pierwszy sezon opierał się na książkowym oryginale (pomimo znacznego rozbudowania i uwspółcześnienia opowieści), drugi i trzeci, z racji braku materiału bazowego, są inwencją twórców, lecz uwzględniają informacje z książki Testamenty, sequelu powieści, który ma być adaptowany w przyszłości.
W Polsce serial był udostępniony od 28 kwietnia 2017 roku przez Showmax, a następnie emitowany na kanale HBO od  27 kwietnia 2018.

## Fabuła
Akcja serialu dzieje się w niedalekiej przyszłości, gdy narodziny stały się rzadkością, a władzę w USA przejęła pseudochrześcijańska junta. Płodne kobiety uczyniono surogatkami rodzin uprzywilejowanej grupy związanych z władzą mężczyzn, a wszelkie nieposłuszeństwo karane jest w okrutny sposób – na chwałę Pana.

## Obsada

### Główna
- Elisabeth Moss jako June/Freda/Josepha, Podręczna[5]
- Joseph Fiennes jako komandor Fred Waterford[6]
- Yvonne Strahovski jako Serena Joy Waterford[7]
- Alexis Bledel jako Emily/Glena[8]
- Madeline Brewer jako Janine/Warrena[9]
- Ann Dowd jako Ciotka Lydia[10]
- O.T. Fagbenle jako Luke[11]
- Max Minghella jako Nick[11]
- Samira Wiley jako Moira[12]

### Role drugoplanowe
- Amanda Brugel jako Rita[13]
- Ever Carradine jako Naomi Putnam[14]
- Kristen Gutoskie jako Beth
- Tattiawna Jones jako Glena #2
- Jordana Blake jako Hannah

## Odcinki
| Sezon | Sezon | Odcinki | Oryginalna emisja | Oryginalna emisja | Oryginalna emisja | Oryginalna emisja | Oryginalna emisja |
| Sezon | Sezon | Odcinki | Premiera sezonu   | Finał sezonu      | Premiera sezonu   | Finał sezonu      |                   |
| ----- | ----- | ------- | ----------------- | ----------------- | ----------------- | ----------------- | ----------------- |
|       | 1     | 10      | 26 kwietnia 2017  | 14 czerwca 2017   | 28 kwietnia 2017  | 14 czerwca 2017   |                   |
|       | 2     | 13      | 25 kwietnia 2018  | 11 lipca 2018     | 25 kwietnia 2018  | 11 lipca 2018     |                   |
|       | 3     | 13      | 5 czerwca 2019    | 14 sierpnia 2019  | 6 czerwca 2019    | 15 sierpnia 2019  |                   |
|       | 4     | 10      | 27 kwietnia 2021  | 16 czerwca 2021   | 29 kwietnia 2021  | 17 czerwca 2021   |                   |
|       | 5     | 10      | 14 września 2022  | 9 listopada 2022  | 15 września 2022  | 9 listopada 2022  |                   |

### Sezon 1 (2017)
| Nr | #  | Tytuł                             | Reżyseria         | Scenariusz           | Premiera (Hulu)  | Premiera (Showmax) |
| -- | -- | --------------------------------- | ----------------- | -------------------- | ---------------- | ------------------ |
| 1  | 1  | Offred                            | Reed Morano       | Bruce Miller         | 26 kwietnia 2017 | 28 kwietnia 2017   |
| 2  | 2  | Birth Day                         | Reed Morano       | Bruce Miller         | 26 kwietnia 2017 | 28 kwietnia 2017   |
| 3  | 3  | Late                              | Reed Morano       | Bruce Miller         | 26 kwietnia 2017 | 28 kwietnia 2017   |
| 4  | 4  | Nolite Te Bastardes Carborundorum | Mike Barker       | Leila Gerstein       | 3 maja 2017      | 3 maja 2017        |
| 5  | 5  | Faithful                          | Mike Barker       | Dorothy Fortenberry  | 10 maja 2017     | 10 maja 2017       |
| 6  | 6  | A Woman’s Place                   | Floria Sigismondi | Wendy Straker Hauser | 17 maja 2017     | 17 maja 2017       |
| 7  | 7  | The Other Side                    | Floria Sigismondi | Lynn Renee Maxcy     | 24 maja 2017     | 24 maja 2017       |
| 8  | 8  | Jezebels                          | Kate Dennis       | Kira Snyder          | 31 maja 2017     | 31 maja 2017       |
| 9  | 9  | The Bridge                        | Kate Dennis       | Eric Tuchman         | 7 czerwca 2017   | 7 czerwca 2017     |
| 10 | 10 | Night                             | Kari Skogland     | Bruce Miller         | 14 czerwca 2017  | 14 czerwca 2017    |

### Sezon 2 (2018)
| Nr | #  | Tytuł             | Reżyseria      | Scenariusz                 | Premiera (Hulu)  | Premiera (Showmax) |
| -- | -- | ----------------- | -------------- | -------------------------- | ---------------- | ------------------ |
| 11 | 1  | June              | Mike Barker    | Bruce Miller               | 25 kwietnia 2018 | 25 kwietnia 2018   |
| 12 | 2  | Unwomen           | Mike Barker    | Bruce Miller               | 25 kwietnia 2018 | 25 kwietnia 2018   |
| 13 | 3  | Baggage           | Kari Skogland  | Dorothy Fortenberry        | 2 maja 2018      | 2 maja 2018        |
| 14 | 4  | Other Women       | Kari Skogland  | Yahlin Chang               | 9 maja 2018      | 9 maja 2018        |
| 15 | 5  | Seeds             | Mike Barker    | Kira Snyder                | 16 maja 2018     | 16 maja 2018       |
| 16 | 6  | First Blood       | Mike Barker    | Eric Tuchman               | 23 maja 2018     | 23 maja 2018       |
| 17 | 7  | After             | Kari Skogland  | Lynn Renee Maxcy           | 30 maja 2018     | 30 maja 2018       |
| 18 | 8  | Women’s Work      | Kari Skogland  | Nina Fiore & John Herrera  | 6 czerwca 2018   | 6 czerwca 2018     |
| 19 | 9  | Smart Power       | Jeremy Podeswa | Dorothy Fortenberry        | 13 czerwca 2018  | 13 czerwca 2018    |
| 20 | 10 | The Last Ceremony | Jeremy Podeswa | Yahlin Chang               | 20 czerwca 2018  | 20 czerwca 2018    |
| 21 | 11 | Holly             | Daina Reid     | Bruce Miller & Kira Snyder | 27 czerwca 2018  | 27 czerwca 2018    |
| 22 | 12 | Postpartum        | Daina Reid     | Eric Tuchman               | 4 lipca 2018     | 4 lipca 2018       |
| 23 | 13 | The Word          | Mike Barker    | Bruce Miller               | 11 lipca 2018    | 11 lipca 2018      |

### Sezon 3 (2019)
| Nr | #  | Tytuł               | Reżyseria           | Scenariusz               | Premiera (Hulu)  | Premiera                                         |
| -- | -- | ------------------- | ------------------- | ------------------------ | ---------------- | ------------------------------------------------ |
| 24 | 1  | Night               | Mike Barker         | Bruce Miller             | 5 czerwca 2019   | 6 czerwca 2019 (HBO GO) 16 lipca 2019 (HBO)      |
| 25 | 2  | Mary and Martha     | Mike Barker         | Kira Snyder              | 5 czerwca 2019   | 6 czerwca 2019 (HBO GO) 16 lipca 2019 (HBO)      |
| 26 | 3  | Useful              | Amma Asante         | Yahlin Chang             | 5 czerwca 2019   | 6 czerwca 2019 (HBO GO) 23 lipca 2019 (HBO)      |
| 27 | 4  | God Bless the Child | Amma Asante         | Eric Tuchman             | 12 czerwca 2019  | 13 czerwca 2019 (HBO GO) 23 lipca 2019 (HBO)     |
| 28 | 5  | Unknown Caller      | Colin Watkinson     | Marissa Jo Cerar         | 19 czerwca 2019  | 20 czerwca 2019 (HBO GO) 30 lipca 2019 (HBO)     |
| 29 | 6  | Household           | Dearbhla Walsh      | Dorothy Fortenberry      | 26 czerwca 2019  | 27 czerwca 2019 (HBO GO) 30 lipca 2019 (HBO)     |
| 30 | 7  | Under His Eye       | Mike Barker         | Nina Fiore, John Herrera | 3 lipca 2019     | 4 lipca 2019 (HBO GO) 6 sierpnia 2019 (HBO)      |
| 31 | 8  | Unfit               | Mike Barker         | Kira Snyder              | 10 lipca 2019    | 11 lipca 2019 (HBO GO) 6 sierpnia 2019 (HBO)     |
| 32 | 9  | Heroic              | Daina Reid          | Lynn Renee Maxcy         | 17 lipca 2019    | 18 lipca 2019 (HBO GO) 13 sierpnia 2019 (HBO)    |
| 33 | 10 | Bear Witness        | Daina Reid          | Jacey Heldrich           | 24 lipca 2019    | 25 lipca 2019 (HBO GO) 13 sierpnia 2019 (HBO)    |
| 34 | 11 | Liars               | Deniz Gamze Ergüven | Yahlin Chang             | 31 lipca 2019    | 1 sierpnia 2019 (HBO GO) 20 sierpnia 2019 (HBO)  |
| 35 | 12 | Sacrifice           | Deniz Gamze Ergüven | Eric Tuchman             | 7 sierpnia 2019  | 8 sierpnia 2019 (HBO GO) 27 sierpnia 2019 (HBO)  |
| 36 | 13 | Mayday              | Mike Barker         | Bruce Miller             | 14 sierpnia 2019 | 15 sierpnia 2019 (HBO GO) 27 sierpnia 2019 (HBO) |

### Sezon 4 (2021)
| Nr | #  | Tytuł          | Reżyseria        | Scenariusz               | Premiera (Hulu)     | Premiera            |
| -- | -- | -------------- | ---------------- | ------------------------ | ------------------- | ------------------- |
| 37 | 1  | Pigs           | Colin Watkinson  | Bruce Miller             | 28 kwietnia 2021 r. | 29 kwietnia 2021 r. |
| 38 | 2  | Nightshade     | Colin Watkinson  | Kira Snyder              | 28 kwietnia 2021 r. | 29 kwietnia 2021 r. |
| 39 | 3  | The Crossing   | Elisabeth Moss   | Bruce Miller             | 28 kwietnia 2021 r. | 29 kwietnia 2021 r. |
| 40 | 4  | Milk           | Christina Choe   | Jacey Heldrich           | 5 maja 2021 r.      | 6 maja 2021 r.      |
| 41 | 5  | Chicago        | Christina Choe   | John Herrera, Nina Fiore | 12 maja 2021 r.     | 13 maja 2021 r.     |
| 42 | 6  | Vows           | Richard Shephard | Dorothy Fortenberry      | 19 maja 2021 r.     | 20 maja 2021 r.     |
| 43 | 7  | Home           | Richard Shephard | Yahlin Chang             | 26 maja 2021 r.     | 27 maja 2021 r.     |
| 44 | 8  | Testimony      | Elisabeth Moss   | Kira Snyder              | 2 czerwca 2021 r.   | 3 czerwca 2021 r.   |
| 45 | 9  | Progress       | Elisabeth Moss   | Eric Tuchman, Aly Monroe | 9 czerwca 2021 r.   | 10 czerwca 2021 r.  |
| 46 | 10 | The Wilderness | Liz Garbus       | Bruce Miller             | 16 czerwca 2021 r.  | 17 czerwca 2021 r.  |

### Sezon 5 (2022)
| Nr | #  | Tytuł oryginalny | Premiera                |
| -- | -- | ---------------- | ----------------------- |
| 47 | 1  | Morning          | 14 września 2022        |
| 48 | 2  | Ballet           | 14 września 2022        |
| 49 | 3  | Border           | 21 września 2022 r.     |
| 50 | 4  | Dear Offred      | 28 września 2022 r.     |
| 51 | 5  | Fairytale        | 5 października 2022 r.  |
| 52 | 6  | Together         | 12 października 2022 r. |
| 53 | 7  | No Man’s Land    | 19 października 2022 r. |
| 54 | 8  | Motherland       | 26 października 2022 r. |
| 55 | 9  | Allegiance       | 2 listopada 2022 r.     |
| 56 | 10 | Safe             | 9 listopada 2022 r.     |

## Produkcja
3 maja 2016 roku platforma Hulu ogłosiła zamówienie pierwszego sezonu, którego tytułową rolę zagra Elisabeth Moss.
W lipcu 2016 roku, Ann Dowd, Max Minghella oraz Samira Wiley dołączyli do dramatu.
W sierpniu 2016 roku, Madeline Brewer, Joseph Fiennes i Yvonne Strahovski dołączyli do obsady głównej. W kolejnym miesiącu ogłoszono, że O.T. Fagbenle oraz Amanda Brugel zagrają w serialu.
Pod koniec października 2016 roku, ogłoszono, że Ever Carradine wystąpi w serialu, wcieli się w rolę Naomi Putnam
Na początku stycznia 2017 roku, Alexis Bledel znana z serialu Kochane kłopoty dołączyła do obsady dramatu.
Na początku maja 2018 roku, ogłoszono zamówienie trzeciego sezonu.
26 lipca 2019 roku platforma Hulu przedłużyła serial o czwarty sezon.
9 grudnia 2020 roku platforma Hulu przedłużyła serial o piąty sezon.
We wrześniu 2024 roku Hulu oficjalnie potwierdziła rozpoczęcie produkcji nad szóstym i ostatnim sezonem serialu. Ma on zadebiutować wiosną 2025 roku. Według źródeł gazety "Deadline", produkcja ostatniego sezonu miała rozpocząć się w 2023 roku, a premiera została zaplanowana na jesień 2024 roku, jednakże, ze względu na strajki, została opóźniona.